# 스티
스티(STi, 본명: 장서현, 1983년 2월 23일 ~ )는 대한민국의 프로듀서 겸 싱어송 라이터이다. 2000년 힙합 영역에서 음악을 시작하였으며, 266 등의 팀을 거쳐 2007년 솔로로 데뷔, 현재까지 보컬 겸 프로듀서로 활동하고 있다.

## 바이오그래피

### 팀 활동
1998년 봄부터 AG, 과도와 함께 Sold-Out을 결성, 음악 활동
을 조금씩 해왔던 스티는 2000년 삼성 디지털 창작제 오디오부문 학생부에서 장려상을 수상하면서부터 두각을 드러냈다. 그 해 MC 한새의 1집 《파란색 파란》에 객원 랩퍼로 참여한 것이 그의 공식적인 첫 활동이었으며 이후, BCR 크루에 소속되어 본격적인 활동을 시작하였다. Sold-Out은 앨범 한 장을 온라인으로 낸 후 2002년 266이란 팀명으로 개편, 다음 해 EP 《67일간의 침묵》을 발표하였으나 큰 성공을 거두지는 못하였다. 266은 곧 해체하였으며, 2005년 스티는 군입대를 하였고, 2007년 6월 제대 후, Discovery라는 곡으로 솔로 데뷔를 하면서 싱어와 랩퍼를 넘나드는 보컬로 재활동을 시작하게 된다.

### 솔로 활동
Discovery로 활동하면서 그는 작사, 작곡, 편곡, 믹싱 등 음악적 기술 이외에 미술 재능도 발휘하여, 자켓 디자인과 뮤직비디오 작업, 그리고 개인 홈페이지를 디자인하여 오픈하였다. 특히 Discovery의 뮤비는 당시 다음, 네이버, 싸이월드 등에서 UCC로 총 누적 클릭수 20만건 이상을 기록하며 인터넷 상에서 화제가 되기도 했다. 이 곡은 한글판으로 편곡되어 첫 정규 앨범 Here is a Raw Discovery에 수록되었다. 또 국내 최대 리듬 게임 DJMAX의 제작사인 펜타비전에서 사운드 아티스트로 근무하며 FATE 등의 곡을 발표하여 인기를 얻었다.
이때까지 독자 레이블 스페이스 플랫폼 소속으로 인디 생활을 하던 그는 탤런트 이의정의 눈에 띄어 J&K 엔터테인먼트와 계약을 맺고 2009년 싱글 Abracadabra를 발표하지만 큰 활동을 보여주지 못하였다. 그 후 그는 이의정의 앨범에 객원 랩퍼로 참여하여 방송 활동을 하였다가 다시 인디로 돌아왔다. 2010년 11월에는 정규 2집 unique feSTival을 발표하였고, 이후 2011년 4월 원써겐과 함께 부른 I GOT YOU의 리믹스 맥시 싱글 I GOT YOU 4 FLAVORS를 발표했으며, 2011년 5월부터 R&B와 힙합 컴필레이션 프로젝트 RH- 시리즈를 시작, 총괄 디렉터를 맡았다. 동시에 프리스타일 타운의 음악 프로듀서가 되어 현재까지도 프리스타일 타운에서 제공되는 모든 컨텐츠의 사운드 작업을 하고 있다. 특히, RH- 여섯번째 싱글에는 직접 술제이와 함께 참여하기도 하였다. 2011년 11월에는 세 번째 정규 앨범 LOVE ZODIAC을 발표했다. 정규 앨범 활동 외에도, DJMAX TECHNIKA 3나 TAP SONIC 등 리듬게임에서 신곡의 프로듀싱을 맡기도 했다. 2012년 여름에는 Soul One, Evo와 함께 프로젝트 싱글 In My Car를 발표하였고, 2012년 11월 3.5집 Make My Heart Flutter를 발표하였다. 2012년 12월에는 술제이와 함께 싱글 어깨, 다음해 8월에는 I Think I am을 발표하였다. 2014년에는 네 번째 정규 앨범 Your Fragrance와 4.5집 Night Thinking을 발표하였고, 2015년에는 디지털 싱글 빠른생일과 정규 5집 BIOGRAPHY를 발매하였다. 또한 2016년에는 디지털 싱글 March In March, Way To Your Home, Way To Your Home (Guitar Ver.) 2017년에는 디지털 싱글 We Click과 5.5집 From The Back을 발표하였다.
대표곡: <<Discovery>>, <<친해지고싶어서>>, <<언젠가 올 것 같았던 뜻밖의 순간>>, <<1Q84 (Feat. San E)>>, <<장거리연애 (Feat. 신현희)>>, <<막상>>, <<Suspense (Feat. Crucial Star)>>, <<Thanks To The Cocktail>>, <<Look At Me Now (Feat. ULTIMA)>>, <<Way To Your Home>>, <<We Click>>

## 디스코그래피
- 2007년 6월 5일 디지털 싱글 Discovery
- 2008년 2월 15일 1집 정규 앨범 Here is a Raw Discovery
- 2009년 4월 16일 디지털 싱글 Abracadabra
- 2010년 11월 4일 2집 정규 앨범 unique feSTival
- 2011년 4월 15일 디지털 싱글 I GOT YOU 4 FLAVORS
- 2011년 11월 28일 3집 정규 앨범 LOVE ZODIAC
- 2012년 11월 6일 3.5집 미니 앨범 Make My Heart Flutter
- 2013년 1월 25일 디지털 싱글 막상
- 2013년 10월 29일 디지털 싱글 Look At Me Now
- 2014년 4월 4일 4집 정규 앨범 Your Fragrance
- 2014년 12월 24일 4.5집 미니 앨범 Night Thinking
- 2015년 2월 23일 디지털 싱글 빠른 생일
- 2015년 10월 30일 5집 정규 앨범 BIOGRAPHY
- 2016년 3월 29일 디지털 싱글 March In March
- 2016년 7월 28일 디지털 싱글 Way To Your Home
- 2016년 9월 7일 디지털 싱글 Way To Your Home (Guitar Ver.)
- 2017년 2월 9일 디지털 싱글 We Click
- 2017년 9월 27일 5.5집 미니 앨범 From The Back
- 2018년 2월 1일 디지털 싱글 떠날까 (Do Not Disturb)
- 2018년 3월 29일 디지털 싱글 다른 느낌으로 떠날까 (Do Not Keep Disturbing)
- 2018년 7월 24일 디지털 싱글 Love Compass
- 2018년 11월 1일 디지털 싱글 되는일이없어
- 2019년 1월 3일 디지털 싱글 Window103
- 2019년 7월 30일 6집 Part.1 6am : unhappy people :(

### 합작 앨범
- 2011년 8월 12일 디지털 싱글 RH- 6th 다른 얘기좀 하자 - 술제이, 스티
- 2012년 7월 5일 디지털 싱글 In My Car - 스티, 소울원, 이보
- 2012년 12월 7일 디지털 싱글 어깨 - 술제이, 스티
- 2013년 2월 22일 디지털 싱글 발딛음 - 산이, 술제이, 스티, 울티마, 코스믹사운드
- 2013년 8월 30일 디지털 싱글 I Think I Am - 술제이, 스티
- 2014년 2월 10일 디지털 싱글 들을진 모르겠지만 - 술제이, 스티
- 2014년 8월 1일 디지털 싱글 욕해 - 술제이, 스티
- 2014년 8월 28일 디지털 싱글 보통의 말 - 원써겐, 스티
- 2014년 9월 24일 디지털 싱글 보통의 말과 기타 - 원써겐, 스티
- 2014년 10월 17일 디지털 싱글 비빔면 - 임지현, 스티, 울티마
- 2016년 2월 19일 디지털 싱글 충분하지 않아 - 원써겐, 스티

## 이름
- STi는 그의 예명으로 '스티'라고 발음한다. 이는 그의 영어 이름 Rusty에서 비롯된 것이며, 친구들에게 '장스티'로 불려왔다고 한다. 처음 Sold-Out에서 활동할 때는 Rusty라는 이름을 그대로 사용했으며[5] 266에서 활동할 당시에는 STY라는 철자를 사용하기도 하였다.[6]